# Dashboard
Dashboard — программное обеспечение Apple Inc, содержащее небольшие утилиты, называемые «виджетами».
Спектр использования виджетов включает ознакомление с биржевыми курсами, поиск информации о погоде в вашем регионе и в мире, поиск слов в словаре и т. д.
Dashboard является частью Apple Mac OS X 10.4, 10.5 и 10.6.
Dashboard Mac OS X 10.4 по умолчанию, в стандартной комплектации содержит 14 виджетов:
1. Адресная книга (Address Book)
2. Калькулятор (Calculator)
3. Календарь (Calendar)
4. Словарь (Dictionary)
5. Авиасправка (Flight Tracker)
6. iTunes контроллер (iTunes Controller)
7. Телефонная книга (Phone Book)
8. Заметки (Stickies)
9. Акции (Stocks)
10. Игра «Пятнашки» (Tile Game)
11. Переводчик (Translation)
12. Преобразователь единиц измерения (конвертер) (Unit Converter)
13. Погода (Weather)
14. Мировое время (World Clock)

Используя систему обновлений Mac OS X, компания Apple Inc. может добавлять новые виджеты, и изменять вид и функциональность существующих виджетов.
После Macworld 2006 Стив Джобс представил четыре новых виджета, которые стали доступны в Mac OS X 10.4.4:
- Ski Report
- People Finder
- Google Search
- ESPN,

а также обновлённые виджеты Address Book (Адресная книга) и Calendar (Календарь). Эти виджеты стали доступны в Mac OS X 10.4.4.
С выходом Mac OS X 10.5 появились два новых виджета: 1) Web Clip и 2) Movies. Виджет Web Clip работает только в связке с браузером Apple Safari.
Также пользователь может сам загружать и устанавливать новые виджеты из интернета.

## Виджеты вне Dashboard
При введении определённой команды в Терминале можно получить возможность «вытаскивать» виджеты на рабочий стол, при этом они всегда будут поверх всех окон (это исправляется при помощи специальных утилит).
Нужно ввести команду: localhost:~ me$ defaults write com.apple.dashboard devmode YES. Затем заново войти в учётную запись. Если «держать» мышкой виджет и в это время закрыть Dashboard, после чего отпустить виджет, то он останется на рабочем столе.